# Linguizzetta
 Linguizzetta  là một xã ở tỉnh Haute-Corse trên đảo Corse, Pháp. Xã này có diện tích 64,79 km², dân số năm 1999 là người. Khu vực này có độ cao 170 mét trên mực nước biển.